# Bruno Canino

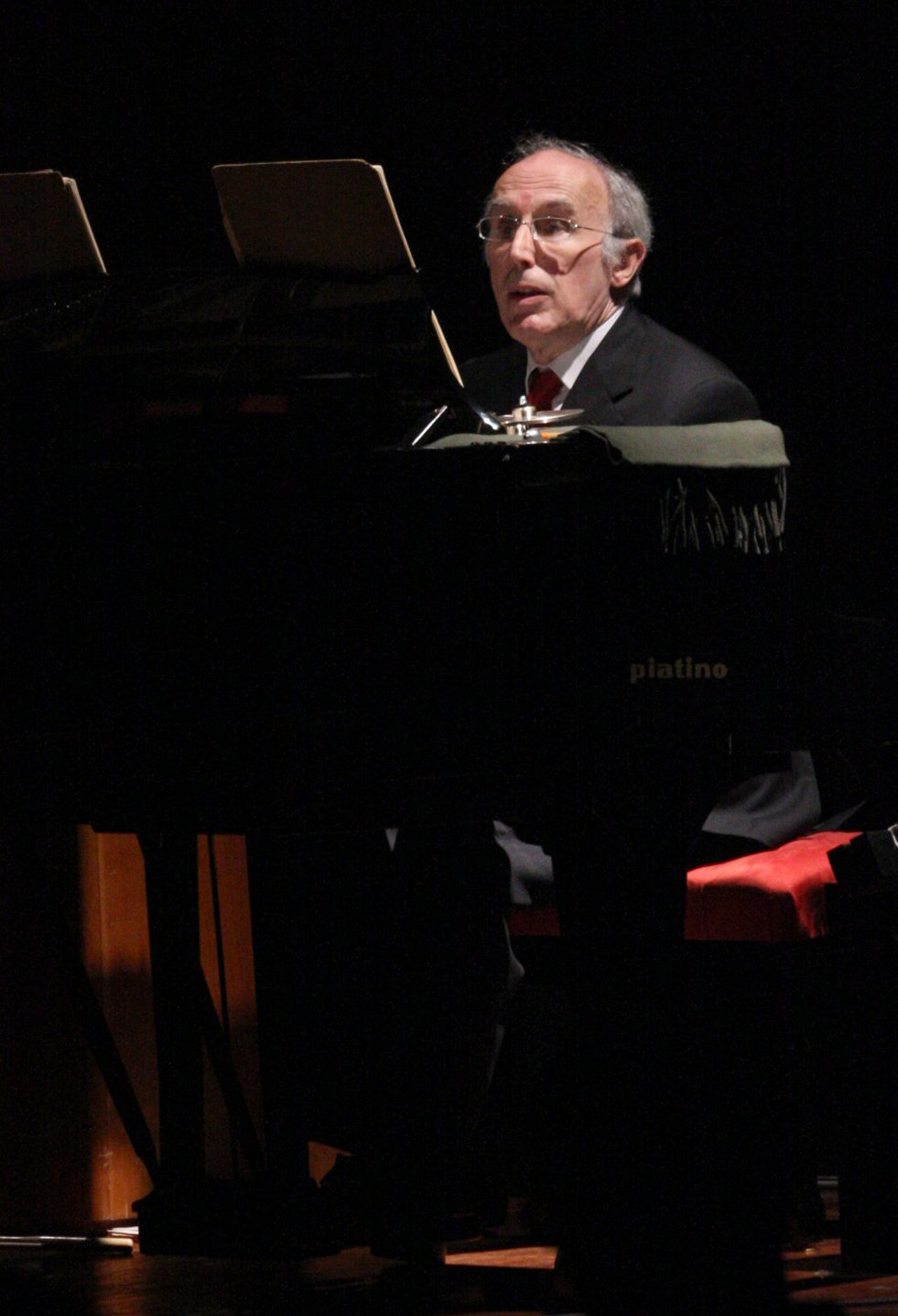
Bruno Canino

Bruno Canino (Napels, 30 december 1935) is een Italiaans klassieke pianist, klavecinist en componist.

## Jeugd en opleiding
Canino werd in 1935 in het zuiden van Italië geboren waar hij piano studeerde bij Vincenzo Vitale in Napels. Hij ging verder met zijn opleiding in Milaan waar hij aan het conservatorium aldaar zowel piano als muziekcompositie studeerde. Zijn leraren waren onder meer Enzo Calace en Bruno Bettinelli. In 1956 en nogmaals in 1958 won hij prijzen tijdens de internationale pianocompetitie van Bolzano en in 1960 tijdens de Darmstadtcompetitie. 

## Carrière
Canino vestigde snel een internationale reputatie, niet enkel als soloïst maar ook als kamermusicus en begeleider. Hij trad op als begeleider van de violisten Itzhak Perlman, Salvatore Accardo, Viktoria Mullova, Pierre Amoyal, Uto Ughi en de cellist Lynn Harrell. Canino is de pianist van het beroemde trio Trio di Milano, samen met de violist Mariana Sirbu en cellist Rocco Filippini. Hij is een enthousiast stimulator van hedendaagse klassieke muziek en een aantal componisten hebben werken aan hem opgedragen waaronder Luciano Berio, Mauricio Kagel, Wolfgang Rihm en Iannis Xenakis. Zelf heeft Canino ook een aantal solowerken en kamermuziekstukken voor piano geschreven als componist. Van 1999 tot 2001 was hij de muzikaal directeur van de Biennale van Venetië.

## Plaatopnamen
De meest bekende opnamen van Canino betreffen de Goldberg Variaties van Bach, de complete pianowerken van Alfredo Casella en de eerste cd-opnamen van de complete werken van Debussy. Zijn duo recital met Viktoria Mullova van werken van Prokofiev, Ravel en Stravinsky leverde hen een Edison op. 